# Aarón Galindo
Aarón Galindo Rubio (* 8. Mai 1982 in Mexiko-Stadt) ist ein ehemaliger mexikanischer Fußballspieler. Er macht derzeit eine Trainerausbildung bei der UEFA.

## Karriere

### Verein
Der Abwehrspieler Aarón Galindo gilt als ein technisch versierter Fußballspieler. Er stammt aus der bekannten mexikanischen Nachwuchsabteilung des Fußballvereins CD Cruz Azul und hat dort bis zur Saison 2005/06 gespielt. Nach einem Dopingvorfall in der Nationalmannschaft flüchtete der Defensivspieler zur Spielzeit 2006/07 in die zweite spanische Liga zu Hércules Alicante. Bereits nach einem halben Jahr, am 8. Februar 2007, wechselte er in die Schweizer Axpo Super League zum Grasshopper Club Zürich, für den er 15 Spiele absolvierte und zwei Tore schoss. Beim GCZ wurde er geholt um die verletzten Weligton und Matthias Langkamp zu ersetzen. Bei den Grasshoppers wurde Galindo schnell zum Stammspieler. Sein Debüt in der Schweizer Liga gab der Defensivspieler am 10. Februar 2007 beim 0:0 gegen den FC Zürich, als ihn Trainer Krassimir Balakow bereits in der Startelf seiner Mannschaft aufbot. Schon im zweiten Ligaspiel für den neuen Klub, erzielte Galindo seinen ersten Treffer für die Zürcher.
Am 28. Juli 2007 verpflichtete Eintracht Frankfurt den mexikanischen Nationalspieler, der einen Zweijahresvertrag in Frankfurt unterschrieb. Grund der Verpflichtung waren laut dem Vorstandsvorsitzenden Heribert Bruchhagen die Verletzungen mehrerer Abwehrspieler. Sein Bundesliga-Debüt gab Galindo am 9. Spieltag gegen Bayer 04 Leverkusen, als er in der 49. Spielminute für den verletzten Christoph Preuß eingewechselt wurde. Bereits 114 Sekunden nach seiner Einwechslung erhielt Galindo seine erste gelbe Karte im deutschen Profifußball. Mit der Zeit spielte sich Galindo in die Anfangself der Frankfurter. Im folgenden Jahr fand er jedoch weniger Einsatzzeiten im Klub von Trainer Friedhelm Funkel. Am 8. Januar 2009 wechselte Galindo nach 32 Bundesliga-Spielen für Eintracht Frankfurt zurück in seine Heimat zu Deportivo Guadalajara. Über die Ablösesumme vereinbarten die Vereine Stillschweigen.

### Nationalmannschaft
Mit der mexikanischen Olympiaauswahl nahm Galindo im Jahre 2004 am olympischen Fußballturnier in Athen teil. Zuvor spielte er bereits in Nachwuchsmannschaften des mexikanischen Verbandes. So nahm der Abwehrspieler mit der U-17 1999 an der U-17-Weltmeisterschaft teil, wo die Mannschaft bis ins Viertelfinale vorrücken konnte.
Insgesamt hat der Innenverteidiger achtzehn Länderspiele (Stand: 22. April 2015) für Mexiko absolviert. Beim Konföderationen-Pokal 2005 wurde er neben Abwehrchef Salvador Carmona wegen Dopings aus der Mannschaft suspendiert und wegen Einnahme des anabolen Steroids Norandrosteron vom mexikanischen Verband für ein Jahr gesperrt. Dadurch verpasste er die Teilnahme an der Weltmeisterschaft 2006. Erst drei Jahre später wurde er wieder für die Auswahl seines Landes nominiert.
Sein erstes Länderspiel machte Galindo am 27. Oktober 2004 gegen Ecuador.